# Virginia Rappe
Virginia Rappe (Chicago, 7 de julio de 1891-San Francisco (California), 9 de septiembre de 1921) fue una modelo y actriz estadounidense, activa en la época del cine mudo. A lo largo de su carrera interpretó pequeños papeles, pero solo se hizo conocida por su muerte, ocurrida tras participar en una fiesta organizada por el actor Fatty Arbuckle, al que se acusó de su muerte, aunque él finalmente fue exonerado.

## Inicios y carrera
Su verdadero nombre era Virginia Caroline Rapp. Su madre, una corista de vodevil llamada Mabel Rapp, la tuvo siendo soltera y falleció cuando Virginia tenía 11 años. Por ello, Rappe hubo de ser criada por su abuela en Chicago. A los catorce años de edad empezó a trabajar como modelo de pasarela y fotográfica en Chicago y a los dieciséis ya había tenido, por lo menos, dos abortos.
En 1916 se mudó a San Francisco con el fin de continuar con su trayectoria como modelo, conociendo en dicha ciudad al diseñador de moda Robert Moscovitz, con el que mantuvo una relación sentimental al punto de comprometerse en matrimonio, pero poco después Moscovitz falleció en un accidente con un tranvía. Tras la inesperada muerte de su prometido ella se fue a vivir a Los Ángeles y se fijó en la boyante industria cinematográfica allí asentada. A principios de 1917 fue contratada por el director Fred Balshofer consiguiendo un destacado papel en Paradise Garden, en la que trabajó junto a la popular estrella cinematográfica Harold Lockwood. En 1918 Rappe tuvo un hijo, el cual fue dado en adopción. Balshofer volvió a contratarla para actuar con Julian Eltinge y el recién llegado Rodolfo Valentino en Over the Rhine, película por la cual fue premiada como "La chica mejor vestida en películas". Esta cinta no fue estrenada hasta 1920, cuando Balshofer hizo un nuevo montaje y la estrenó con el título An Adventuress, presentándola otra vez en 1922 como The Isle of Love.
En 1919 Rappe inició una relación sentimental con el director y productor Henry Lehrman, actuando en al menos cuatro filmes de Lehrman: His Musical Sneeze, A Twilight Baby, Punch of the Irish y A Game Lady. Sin embargo, debido a que muchas de las producciones de Lehrman se consideran perdidas, el número exacto de papeles que ella interpretó no es conocido.

## Fallecimiento
Las circunstancias de la muerte de Rappe en 1921 constituyeron el primer gran escándalo en Hollywood y recibieron una amplia y sensacionalista cobertura por parte de la prensa de la época. Durante una fiesta que tuvo lugar el 5 de septiembre de 1921 en la suite alquilada por la estrella cómica Roscoe Arbuckle en el St. Francis Hotel de San Francisco, Rappe habría sufrido un traumatismo.
Ella falleció el 9 de septiembre de 1921 a causa de una rotura de vejiga urinaria complicada con una peritonitis. Fue enterrada en el Cementerio Hollywood Forever. En la época se informó que tenía veinticinco o veintiséis años y ella misma aseguraba haber nacido en 1894, pero muchos años más tarde se descubrió su certificado de nacimiento con la fecha real. En las primeras décadas del cine, muchas actrices solían quitarse algunos años a sus fechas de nacimiento para aparentar más jóvenes en unos tiempos en que los papeles principales se concebían para chicas de como mucho veinticinco o veintiséis años.
Lo ocurrido durante la fiesta no quedó claro, y los testigos dieron numerosas versiones de los hechos. Supuestamente, ella habría muerto a causa de un violento ataque sexual por parte de Arbuckle. La acusadora de Arbuckle, Maude Delmont, había acompañado a Rappe a la fiesta, tras haberla conocido unos días antes. Aparentemente, Delmont no estaba presente en ninguno de los hechos que ella describió, y no fue llamada a testificar en ninguno de los tres juicios de Arbuckle porque sus propios antecedentes incluían la extorsión.
Testigos posteriores afirmaron que Rappe había sufrido cistitis durante un tiempo, y que el consumo de alcohol podría haber agravado la dolencia. Además, se testificó que ella sufría una enfermedad venérea, por lo que hubo también suposiciones de que su muerte fue debida a su mala salud y no a una agresión sexual.
Tras tres juicios por homicidio, Arbuckle fue oficialmente exculpado. Su absolución en el tercer juicio se acompañó de una disculpa sin precedentes, ya que el jurado afirmaba que la absolución no era suficiente para Roscoe Arbuckle. "Sentimos que se ha hecho una gran injusticia con él... no había la más ligera prueba para acusarle de la comisión de un crimen", pero aun así su carrera artística quedó destruida.

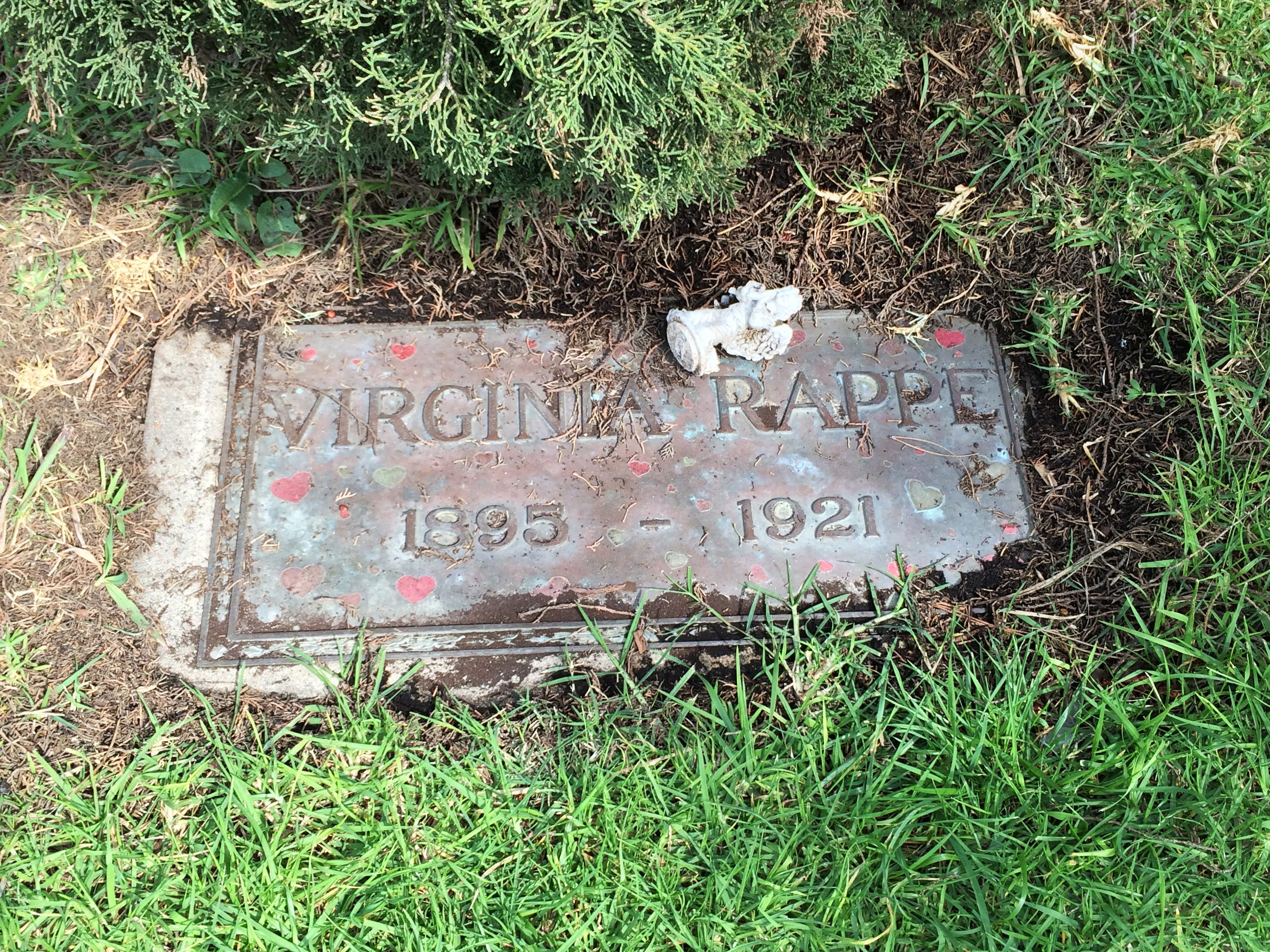
Tumba de Virginia Rappe en Hollywood Forever Cemetery

## Filmografía parcial
| Año  | Título                 | Papel                 | Observaciones                 |
| ---- | ---------------------- | --------------------- | ----------------------------- |
| 1916 | The Foolish Virgin     | Vendedora             | Sin acreditar                 |
| 1917 | Paradise Garden        | Marcia Van Wyck       |                               |
| 1919 | Fantasy                | Papel sin determinar  |                               |
| 1919 | His Musical Sneeze     | Hija de Woodrow Butts | Acreditada                    |
| 1920 | A Twilight Baby        |                       |                               |
| 1920 | An Adventuress         | Vanette               | Otro título: The Isle of Love |
| 1920 | The Kick in High Life  |                       | Sin créditos                  |
| 1920 | Wet and Warmer         | Papel sin determinar  | Sin créditos                  |
| 1921 | The Punch of the Irish | Papel sin determinar  |                               |
| 1921 | A Game Lady            | Papel sin determinar  |                               |